# Ribes bolivianum
Ribes bolivianum är en ripsväxtart som beskrevs av Eduard von Glinka Janczewski. Ribes bolivianum ingår i släktet ripsar, och familjen ripsväxter. Inga underarter finns listade i Catalogue of Life.